# Krysí teriér
Krysí teriér (anglicky: Rat Terrier) je americké psí plemeno typu teriéra, které se hodí jako společenský i krysařský pes. Jedná se o plemeno poměrně vzácné, v Česku nechované. Naopak americký bezsrstý teriér, který byl vyšlechtěn z krysího teriéra je poměrně běžný i ve střední Evropě.

## Historie

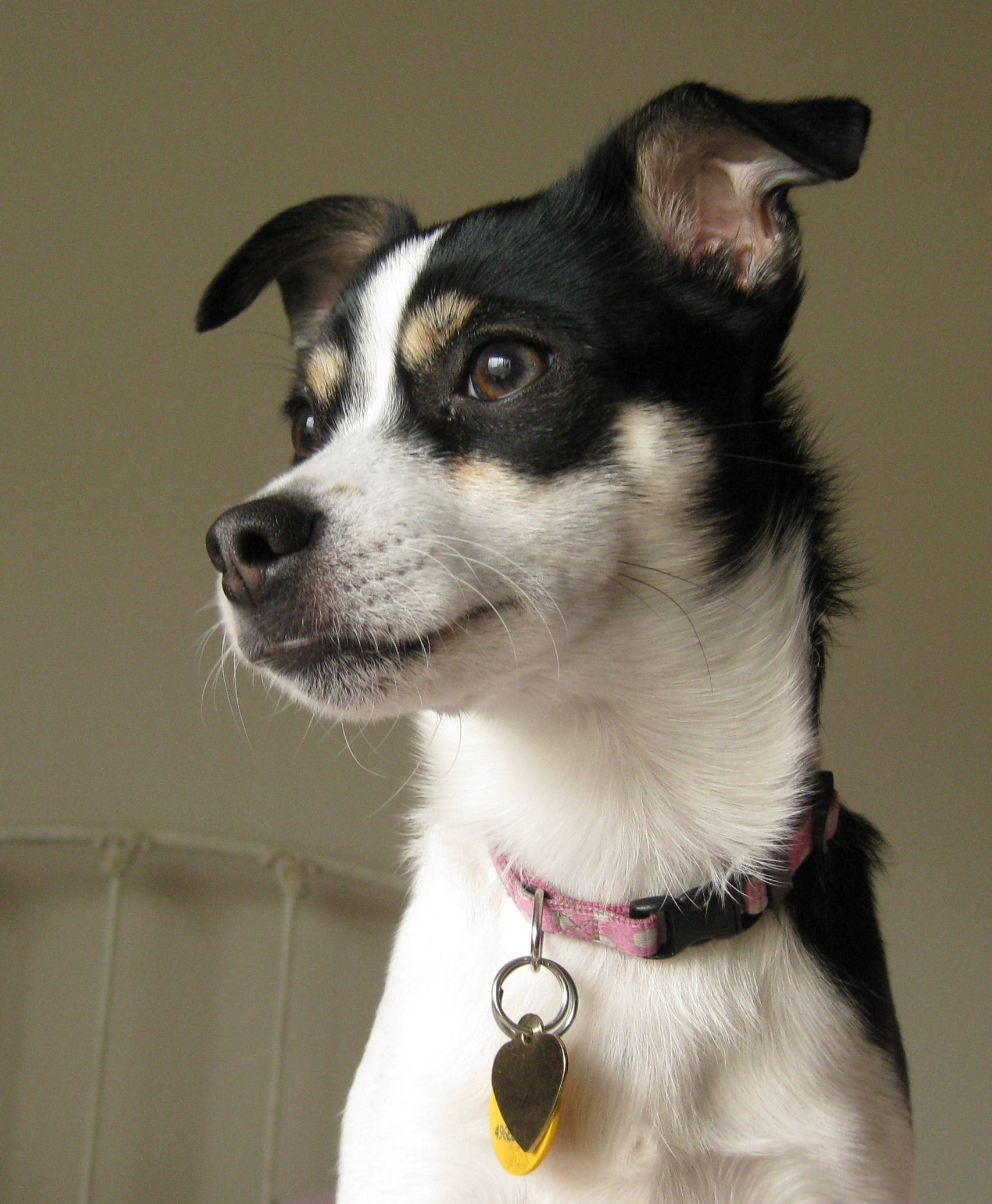
Trikolorní fena se svěšenýma ušima

První zmínky o psu podobném krysímu teriérovi bychom nalezli v roce 1514 na vlajkové lodi Jindřicha VIII. Ta se roku 1514 potopila a později byly nalezeny kostry několika typově podobných psů, jejichž stavba se blízce podobala krysímu teriérovi. Ti zde pravděpodobně lovili krysy a chránili před nimi zásoby.

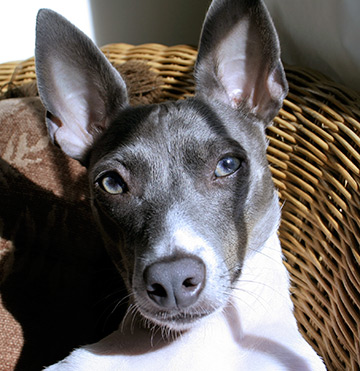
Nezvyklé zbarvení krysího teriéra: modré s bílou

Název "krysí teriér" se poprvé objevil s příchodem britských přistěhovalců do Spojených států. V té době se využívali v soutěži zvané Rat Pit. Jednalo se o soutěž, při které byl pes vpuštěn do malé kruhové arény plné myší, přičemž cílem bylo, aby pes za určený časový limit (běžně do jedné minuty) ulovil co nejvíce myší. K této soutěži byli využívání například i angličtí bulteriéři. Když začala soutěž Rat Pit upadávat, přesunuli se krysí teriéři na farmy, mezi lety 1920 a 1940 se dokonce pravděpodobně jednalo o nejpoužívanější psí plemeno pro chytání krys. Nicméně s růstem návnad a jedovatých granulí počet psů upadal.
Později se krysí teriér začal objevovat ve dvou variantách: větší a menší. Rozdíly ve výšce a hmotnosti byli čím dál tím větší a brzy se menší varianta od té původní úplně oddělila; a získala název toy foxteriér. Oficiálně toto rozdělení proběhlo roku 1936.
Nejvíce se krysí teriér proslavil po boku amerického prezidenta Theodora Roosevelta. V současné době je policie ve Spojených státech cvičí jako vyhledávací psy, doba na přípravu je u nich pouze tři týdny, což je mnohem méně, než je u standardních služebních plemen, proto se dá předpokládat, že jsou v policejním výcviku velmi dobří. UKC oficiálně plemeno uznal dne 1. ledna 1999, AKC až v červenci roku 2010.

## Povaha
Krysí teriéři jsou i povahou skuteční teriéři; inteligentní, tvrdohlaví, přizpůsobiví a vytrvalí. Jejich majitel nemusí být v chovu psů zkušený, ale měl by se umět postavit nad věc a být majitelem, na něhož by si krysí teriér netroufl. Je lehké zaměnit je s Jack Russell teriéry, ti jsou ale více konfliktní. Krysí teriéři si lehce zvyknou na životní styl svého majitele, dokáží se tedy přizpůsobit i životu ve velkoměstě i na vesnici. Dobře vycházejí s dětmi, vůči kterým jsou většinou milí a přátelští. Přestože velikostí neimponují, jsou to aktivní hlídači, kteří hlasitě upozorní na každého kolemjdoucího nebo nezvyklý jev. Ke známým lidem se chovají přátelsky a umí je dobře rozlišit od těch cizích. V období štěněte je nutná důkladná socializace, ve které se štěně seznámí s jinými psy, zvířaty nebo například dopravními prostředky.

## Zdraví
Krysí teriér je jedno ze zdravějších a nepřešlechtěných plemen, které se běžně dožívá patnácti až dvaceti let. Přesto se v poslední době čím dál častěji vyskytuje luxace pately a dysplazie kyčelního kloubu, což je poměrně nezvyklé, obě tato onemocnění kloubů se vyskytují především u velkých a těžkých psů, jako je německý ovčák nebo labradorský retrívr.